# Список звичайних домашніх шкідників

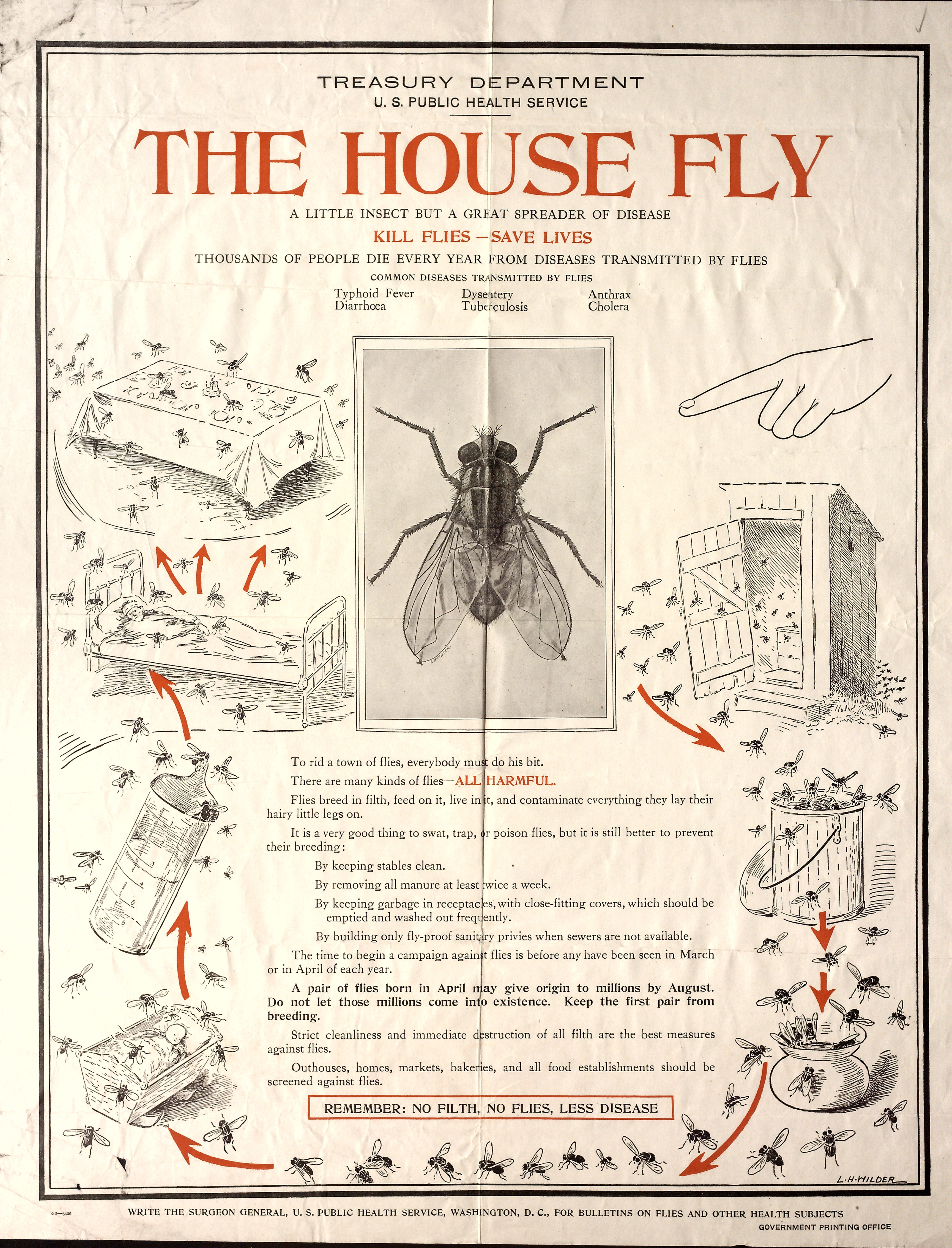
Муха кімнатна зустрічається по всьому світу, де живуть люди та так само є найбільш поширеною комахою.

Це список звичайних домашніх шкідників — небажаних тварин, які живуть, вторгаються[прояснити], завдають шкоди, поїдають людську їжу, діють як переносники хвороб або завдають іншої шкоди в людському домі.

## Ссавці
- Миші
  - Польові миші
  - Домашні миші
- Опосум
  - Кузу
  - Посумові
- Щур
  - Пацюк чорний
  - Пацюк сірий
  - Neotoma
  - Sigmodon

## Безхребетні
- Мурашка
  - Аргентинська мурашка
  - Camponotus
  - Tapinoma sessile[en]
  - Пахуча домашня мурашка
  - Фараонова мурашка
  - Solenopsis molesta
- Блощиця постільна[2]
- Жуки
  - Мокриця
    - Пёстрый точильщик
    - Меблевий жук

  - Довгоносик
    - Довгоносик кукурудзяний
    - Рисовий довгоносик
    - Шубный кожеїд[уточнити]
    - Кожеїд коров'яковий

  - Spider beetle[en]
  - Жук борошнистий
- Сороконіжка
  - Мухоловка звичайна
- Таргани
  - Меблевий тарган
  - Прусак рудий
  - Американський тарган
  - Тарган чорний
- Пилові кліщі[3]
- Вуховертка
- Цвіркун
  - Цвіркун хатній
- Термобія хатня
- Мухи
  -     - Синя пляшкова муха
    - Зелена пляшкова муха

  - Кімнатна муха[1]
  - Плодові мушки
- Комарі
- Моль
  - Cadra cautella
  - Індійська борошняна моль
  - Платтяна моль[en]
    - Звичайна платтяна міль
    - Коричнева хатня міль
- Книжкові воши
- Tetranychus urticae[en]
- Лусочниця звичайна
- Павуки
- Терміти
  - Archotermopsidae
  - Підземний терміт
- Мокриця